# Altötting (distrito)
Altötting é um distrito da Alemanha, na região administrativa de Oberbayern, estado de Baviera.

## Cidades e Municípios
- Cidades:

1. Altötting
2. Burghausen
3. Neuötting
4. Töging am Inn

- Municípios:

1. Burgkirchen
2. Emmerting
3. Erlbach
4. Feichten
5. Garching (Alz)
6. Haiming
7. Halsbach
8. Kastl
9. Kirchweidach
10. Marktl
11. Mehring
12. Perach
13. Pleiskirchen
14. Reischach
15. Stammham
16. Teising
17. Tüßling
18. Tyrlaching
19. Unterneukirchen
20. Winhöring